# 猶他美術館
猶他美術館（英語：Utah Museum of Fine Arts）是猶他地區最大的文化設施和美術館，位於美國猶他州鹽湖城猶他大學的校園內，靠近瑞斯-埃克爾斯體育場。猶他美術館是一座州立和大學美術館。現在猶他美術館正在整修當中，將在2017年8月26日重新開放。猶他美術館也是美國博物館聯盟的成員之一。